# Gravitar
Gravitar — аркадная игра в жанре shoot 'em up, выпущенная Atari, Inc. в 1982 году. Это первая из 20 игр, разработанных и спродюсированных Майком Хэлли для Atari. Основным программистом был Рич Адам, а дизайн игрового автомата был разработан Брэдом Чабоя.

## Игровой процесс
Игрок управляет небольшим синим космическим кораблём. Игра начинается в вымышленной планетной системе, в которой доступно для исследования несколько планет. Если игрок перемещает корабль к планете, игра переходит в режим вида со стороны на ландшафт планеты. В отличие от многих других игр жанра Shoot 'em up, гравитация имеет существенное значение в Gravitar: корабль медленно притягивается центральной звездой в режиме планетной системы и спускается вниз в режиме полёта над планетой.
Управление осуществляется с использованием 5 кнопок: две поворачивают корабль влево или вправо, одна предназначена для стрельбы, одна для активации двигателя, и одна для одновременной активации притягивающего луча и силового поля. Подобная 5-кнопочная схема управления используется не только в Gravitar, но и в Asteroids, Asteroids Deluxe и Space Duel.
В уровнях с видом со стороны, игрок должен уничтожать красные бункеры, которые постоянно стреляют, а также может использовать притягивающий луч для того, чтобы поднимать синие бочки с горючим. После уничтожения всех бункеров планета взрывается, а игрок получает бонус. После уничтожения всех планет, игрок попадает в новую планетную систему.
Игрок теряет жизнь, если врезается в землю или в него попадает снаряд противника. Игра заканчивается, если у игрока заканчивается топливо.
В Gravitar есть 12 разных планет. В каждой планетной системе присутствует «красная планета». На ней находится реактор. Стрельба в ядро реактора активирует связь. Если игрок успевает выбраться из реактора за отведённое время, он попадает в следующую планетную систему, получает бонусные очки и 7500 единиц горючего. Время, в течение которого можно покинуть реактор, с каждой новой планетной системой уменьшается, и в конце концов сделать это становится практически невозможно.
После прохождения всех 11 планет (или прохождения через реактор 3 раза) игрок попадает во вторую вселенную, в которой меняется направление гравитации: она начинает отталкивать корабль от поверхности планеты. В третьей вселенной ландшафт становится невидимым, а гравитация снова положительной. В четвёртой, последней вселенной присутствует невидимый ландшафт и обратная гравитация. Если пройти и эту вселенную, игра начинается заново, однако время выхода из реактора не сбрасывается.
Программисты игры считали, что даже лучшие игроки не смогут пройти самые сложные планеты на уровнях с невидимой поверхностью.